# Thomas Fehlmann
Thomas Fehlmann (Zürich, 1957) is een Duitse elektronische muzikant die vooral een belangrijke rol speelde in de ontwikkeling van ambient house en de Duitse technoscene.
Zijn muzikale opkomst beleefde hij als onderdeel van de Neue Deutsche Welle met de band Palais Schaumburg (band). Vanaf de late jaren tachtig vond hij aansluiting bij de dancescene en speelde een belangrijke rol bij de opkomst van de Duitse techno, waarbij hij de brug sloeg met de pioniers uit Detroit. In de late jaren negentig werd Fehlman onderdeel van de ambient house-act The Orb. Daarnaast maakte hij een grote hoeveelheid soloalbums en enkele soundtracks.

## Palais Schaumburg
Fehlmann wordt geboren in Zürich en brengt zijn jeugd in Zwitserland door. Wanneer hij klaar is met school gaat hij naar de kunstacademie van Hamburg. Daar vindt hij inspiratie in lessen van gastdocenten Conrad Schnitzler en Joseph Beuys. Ook ontmoet hij Robert Fripp, die hem aanmoedigt een synthesizer te kopen.
In 1979 staat hij met Holger Hiller aan de basis van de band Palais Schaumburg (band). De groep breekt in 1981 door met een naamloos album als onderdeel van de Neue Deutsche Welle. Tussendoor heeft hij met Holger Hiller een vernieuwde versie opgenomen van de opera Wir bauen eine Stadt van Paul Hindemith. De groep brengt nog twee albums uit en stopt in 1985. Na de breuk houdt Fehlman zich in de jaren tachtig bezig met grafische vormgeving. Als Rotogravures maakt hij artwork voor artiesten zoals Rio Reiser. Ook werkt hij als A&R-manager voor de Duitse afdeling van Phonogram Records. Daarnaast produceert hij de soundtrack voor de film Der Kuss des Tigres (1988), met zangeres Inga Humpe. Ook voor haar album Planet Oz (1990) produceert hij enkele tracks.

## Duitse technoscene
Na het uiteenvallen van Palais Schaumburg richt Fehlmann zich op de opkomende dancescene. Als Ready Made maakt hij een dansplaat die vooral uit samples bestaat. In 1988 richt hij het label Teutonic Beats op. Dit sublabel vanzijn werkgever Phonogram Records bestaat kort maar is een springplank voor producers als WestBam en Wolfgang Voigt. Met Inga Humpe vormt hij ook het eenmalige project Ingator waarvan de single ManoMano (1991)  verschijnt. In de vroege jaren negentig werkt Fehlman geregeld samen met Moritz von Oswald, die nog onderdeel uitmaakte van Palais Schaumburg. Beiden hebben hun werkterrein inmiddels naar Berlijn verplaatst. De twee gaan een samenwerkingen aan met technopioniers uit Detroit onder de naam 3MB voor het Tresor-label. Met Eddie 'Flashin' Fowlkes maken ze 3MB Featuring Eddie 'Flashin' Fowlkes (1992) en Technosoul (1993). Met Juan Atkins maken ze het album 3MB Feat. Magic Juan Atkins (1992) dat de klassieker Jazz Is The Teacher voortbrengt. Met Moritz is hij ook betrokken bij het debuutalbum van Blake Baxter en het album Outernational (1992) van Billy Mackenzie.

## The Orb
Halverwege de jaren negentig raakt Fehlmann betrokken bij de productie van The Orb, de act die geleid wordt door Alex Patterson, die hij kent uit de tijd dat beiden als A&R manager actief waren. In 1994 is hij al betrokken bij het project FFWD. Een gelegenheidsformatie van The Orb, Fehlmann en Robert Fripp. Daarmee nemen ze een titelloos album op. In 1995 wordt hij volwaardig onderdeel van de act als vervanger van Kris Weston. Hij is coproducer op het album Orbus Terrarum dat in 1995 verschijnt. Ook op latere albums is hij betrokken als producer, al speelt hij meer een rol in de schaduw van bandleider Alex Patterson. Hij is met tussenpozen actief voor The Orb. Er verschijnen ook albums zonder zijn medewerking.

## Solowerk en overige projecten
Vanaf de jaren negentig is Fehlman ook solo actief. Voor R&S Records maakt hij in 1994 de Flow EP. Eind jaren negentig raakt hij betrokken bij het project Ocean Club van Gudrun Gut. Samen met haar presenteert hij vanaf 1997 ook een radioshow met die naam op het Berlijnse radiostation Radio eins. Deze show zal tot 2012 bestaan. In 1998 verschijnt het album Good Fridge. Flowing: Ninezeronineight. waarop hij een Intelligent dance music koers inslaat. Een jaar later verschijnt opvolger One To Three. Overflow; Ninenine/nd (1999), waarop zijn leermeester Robert Fripp te gast is. In 2002 vindt hij onderdak bij het Kompakt-label waar Visions Of Blah verschijnt. Hierop slaat hij meer de weg van Ambient house en Minimal techno met invloeden uit de dub. Deze koers zet hij voort op de albums Lowflow (2004), Honigpumpe (2007) Gute Luft (2010) en Los Lagos (2018). In 2018 doet hij een bijdrage aan het album Symphony Of Now van Frank Wiedemann. Daarop maken ze de track Symphony Of Three met Gudrun Gut. Dat jaar werkt hij ook samen met de uit Detroit afkomstige producer Terrence Dixon p het album We Take It From Here, dat pure stuwende techno laat horen. Hij neemt ook de soundtrack op voor de film 1929 - Das Jahr Babylon over het roerige jaar 1929 tijdens de Weimarrepubliek. In 2021 komt daar een vervolg op met Böser Herbst, dat gebruikt wordt in een documentaire over hetzelfde onderwerp. In 2019 doet hij ook een gastbijdrage aan het album Building Bridges van Move D..
Fehlmann blijft ook als producer voor anderen actief. In de vroege jaren negentig werkt hij voor groepen als Sun Electric en Sally Davis Junior. Ook is hij betrokken bij het album Erasure van Erasure. Vanaf 2000 werkt hij ook enkele malen samen met Barbara Morgenstern. Hij produceert haar album Nichts Muss (2003).

## Discografie
Soloalbums
- Der Kuss des Tigres (ft. Inga Humpe) (1988)
- Good Fridge. Flowing: Ninezeronineight. (1998)
- One To Three. Overflow; Ninenine/nd (1999)
- Visions Of Blah (2002)
- Lowflow (2004)
- Honigpumpe (2007)
- Gute Luft (2010)
- Los Lagos (2018)
- We Take It From Here (ft. Terrence Dixon)  (2018)
- 1929 - Das Jahr Babylon (2018)
- Böser Herbs (2021)
- Umdrehen (2023)

In een groep
- Palais Schaumburg - Palais Schaumburg (1981)
- Palais Schaumburg - Lupa (1982)
- Palais Schaumburg - Parlez-Vous Schaumburg ? (1984)
- 3MB - 3MB Featuring Eddie 'Flashin' Fowlkes (1992)
- 3MB - 3MB Feat. Magic Juan Atkins (1992)
- 3MB - Technosoul (1993)
- FFWD - FFWD (1994)
- The Orb - Orbus Terrarum (1995)
- The Orb - Orblivion (1997)
- The Orb - Bicycles & Tricycles (2003)
- The Orb - Okie Dokie It's The Orb On Kompakt (2005)
- The Orb - Baghdad Batteries (Orbsessions Volume III) (2009)
- The Orb - C Batter C (2011)

- Gemeinsame Normdatei: 141149817
- International Standard Name Identifier: 0000 0003 7206 4188
- Library of Congress Control Number: no2004032365
- MusicBrainz: 3970056e-1c2a-4556-815b-010c3acad220
- Nationale Bibliotheek van Polen: a0000003686626
- Virtual International Authority File: 120390024
- WorldCat: E39PBJw4BpMbyh9ByrFTRDfpfq